# Bat Ayin
Bat Ayin (en hebreu: בת עין) és un assentament israelià situat a Cisjordània. L'assentament va ser fundat l'any 1989 i pertany al bloc d'assentaments de Gush Etzion. A la fi de 2016, l'assentament comptava amb 1.307 habitants.
Les organitzacions internacionals i la comunitat internacional diuen que Bat Ayin, igual que tots els assentaments israelians situats als territoris ocupats en 1967, són il·legals segons el dret internacional i la Quarta Convenció de Ginebra. L'Estat d'Israel no aplica les Convencions de Ginebra als territoris palestins ocupats.
Els habitants de l'assentament de Bat Ayin són jueus ortodoxos. Pertanyen a una facció del sionisme religiós que combina els ensenyaments hassídics dels rabins de Habad-Lubavitx, el Rabí Nachman de Breslev, el Rabí Zvi Yehuda Kook, i Shlomo Carlebach.
En 2002, una organització terrorista jueva recolzada pels colons, partidaris del Rabí Meir Kahane, va intentar dur a terme un atemptat amb bomba contra una escola per a nenes palestines situada a Jerusalem.
El 13 de juliol de 2009, un grup de colons israelians de Bat Ayin, van incendiar una plantació palestina per destruir ametllers i oliveres.
El mes anterior, els colons jueus havien destruït uns 200 arbres que pertanyien als agricultors palestins de la zona, i l'Exèrcit israelià havia detingut a 15 activistes israelians d'esquerra que volien donar suport als agricultors palestins.